# أكرينجتون
أكرينجتون هي مدينة في هيدنبرن حي لانكشاير، إنجلترا. انها تبعد حوالي 4 ميل شرق بلاكبيرن، 6 ميل غرب بيرنلي، 20 كم شمال مركز مدينة مانشستر يختصر عادة من قبل السكان المحليين إلى «آكي», المدينة يبلغ عدد سكانها 35203 وفقا لتعداد عام 2001 والمنطقة الحضرية يبلغ عدد سكانها أكثر من 70,000.

## الديمغرافية
أعطى تعداد عام 2001 لسكان المدينة كما أكرينجتون 35203. وكان الرقم للمنطقة الحضرية 71,224، بزيادة 1.1٪ من 70442 في عام 1991. ويشمل هذا المجموع أكرينجتون، كنيسة لانكشاير، كلايتون-LE-المور، هاروود العظمى و أوسوالدويسل. لأغراض المقارنة وهذا هو تقريبا نفس حجم ألسبوري، كارلايل، غيلدفورد أو سكونثورب المناطق الحضرية.
البلدة من هيدنبرن ككل يبلغ عدد سكانها 81496. وهذا يشمل منطقة العمرانية أكرينجتون والبلدات النائية والقرى الأخرى.

## الاقتصاد
يقع مركز أكرينجتون حول شارع مخصص للمشاة يسمى برودواي مع المحلات التجارية على الجانبين، الذي يربط بلاكبيرن الطريق إلى هلي] الطريق. على جانب واحد من برودواي يشكل جزءا من مركز تجاري يسمى أكرينجتون آرندايل، والذي يتألف من 52 وحدة بيع بالتجزئة، وافتتح في عام 1987. الأسواق، مع أكشاك داخلية وخارجية، هي على الطريق بلاكبيرن بجانب قاعة المدينة.

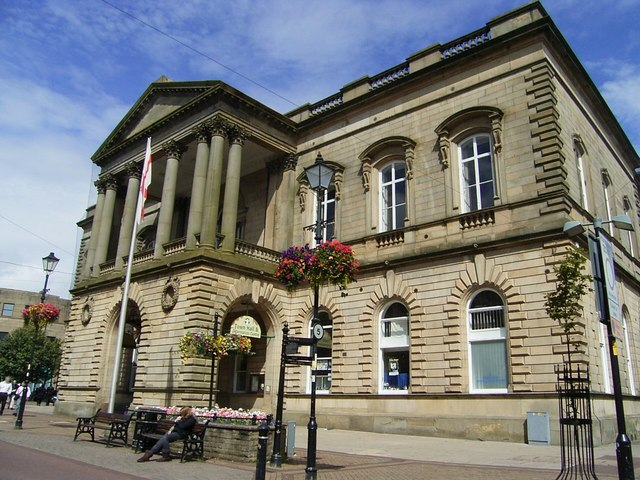
قاعة المدينة في أكرينجتون

## النقل
المدينة لها صلات السفر المحلي قوية كما محطة السكك الحديدية أكرينجتون تقع على الشرق انكشاير لاين خدمة القطارات تعمل محليا وتشغيل القطارات من بلاكبول إلى نيويورك. ومع ذلك، كانت التغييرات الأخيرة في جداول زمنية القطار شرا لأكرينجتون، مما يزيد من وقت الرحلة إلى بريستون (حلقة وصل حيوية إلى لندن أو اسكتلندا) بنسبة تصل إلى 1.5 ساعة. ومع ذلك، لا تزال هناك حافلات لمانشستر كل ثلاثين دقيقة، فضلا عن الخدمات أكثر تواترا إلى مدن أخرى في شرق لانكشاير. الطريق الرئيسي الذي يمر عبر وسط المدينة هو A680 تشغيل من روتشديل إلى [[هلي]، لانكشاير | هلي]]]. يتم تقديم البلدة تقاطع سبعة من M65، ويرتبط من A680 و A56 نقل مزدوج الذي دمج لفترة وجيزة؛ يربط إلى M66 السريع يتجه نحو مانشستر. أقرب المطارات هو مطار مانشستر في 27 ميل، مطار بلاكبول في 28 ميل و مطار ليدز برادفورد في 30 ميل.
كان هناك مرة واحدة وصلة السكك الحديدية جنوب لمانشستر عن طريق هاسلينجدين و دفن، ولكن تم إغلاق هذا في 1960s كجزء من التخفيضات في أعقاب تقرير Beeching. وtrackbed من أكرينجتون إلى باكسيندين هو الآن طريق دائري خطي بالشجر. خدمة القطار لمانشستر عن طريق المنحنى تودموردن على Caldervale الخط ومن المقرر أن تبدأ في عام 2014.

## الرياضة
المدينة تتميز بجمعية نادي أكرينجتون ستانلي

## زجاج التيفاني
معرض الفنون هاوورث  في أكرينجتون يحتوي على مجموعة بارزة من تيفاني الزجاج وير قدم إلى المدينة من قبل جوزيف بريغز، وهو رجل أكرينجتون الذين انضموا تيفاني في أواخر القرن 19th، وأخيرا أصبح الفن مدير ومدير مساعد. تعتبر الفن الحديث المزهريات لتكون أهم مجموعة من نوعها في أوروبا. واحدة من العناصر الأكثر لفتا هو فسيفساء الزجاج قطعة المعرض، الذي صممه بريغز نفسه وعنوانه « الكبريت الببغاوات متوج».